# Grammy Awards de 1984
A 26.ª cerimônia anual do Grammy Awards foi realizada em 28 de fevereiro de 1984, no Shrine Auditorium de Los Angeles e foi transmitida ao vivo pela emissora de televisão norte-americana CBS. A cerimônia teve como objetivo reconhecer e premiar realizações de artistas musicais ao longo do ano de 1983. 
O cantor e compositor Michael Jackson, que à época do evento ainda encontrava-se em recuperação após um acidente durante a filmagem de uma propaganda comercial da Pepsi, estabeleceu um recorde de oito prêmios vencidos na edição. Além disso, o evento tornou-se notório por arrebatar a maior audiência televisiva da história do Grammy Award, com 51,6 milhões de telespectadores.
As categorias Álbum do Ano e Gravação do Ano foram vencidos por Quincy Jones e Michael Jackson pelo álbum Thriller e "Beat It", respectivamente. A banda de rock inglesa The Police venceu a categoria Canção do Ano com a canção "Every Breath You Take" enquanto a banda inglesa Culture Club venceu a categoria Artista Revelação.

## Vencedores e indicados

### Geral
| Gravação do Ano - "Beat It" – Michael Jackson - "All Night Long (All Night)" – Lionel Richie - "Every Breath You Take" – The Police - "Flashdance... What a Feeling" – Irene Cara - "Maniac" – Michael Sembello | Álbum do Ano - Thriller – Michael Jackson - Let's Dance – David Bowie - An Innocent Man – Billy Joel - Synchronicity – The Police - Flashdance: Original Soundtrack from the Motion Picture – Vários artistas |
| Canção do Ano - "Every Breath You Take" – The Police - "All Night Long (All Night)" – Lionel Richie - "Beat It" – Michael Jackson - "Billie Jean" – Michael Jackson - "Maniac" – Michael Sembello               | Artista Revelação - Culture Club - Big Country - Eurythmics - Men Without Hats - Musical Youth |

### Pop
| Melhor Performance Feminina Pop - "Flashdance... What a Feeling" – Irene Cara - "Telefone (Long Distance Love Affair)" — Sheena Easton - "What's New" — Linda Ronstadt - "She Works Hard for the Money" — Donna Summer - "Total Eclipse of the Heart" — Bonnie Tyler                                                | Melhor Performance Masculina Pop - "Thriller" – Michael Jackson - "1999" – Prince - "All Night Long (All Night)" – Lionel Richie - "Maniac" – Michael Sembello - "Uptown Girl" – Billy Joel                         |
| Melhor Performance Pop por Dupla/Grupo - "Every Breath You Take" – The Police - "Do You Really Want to Hurt Me" — Culture Club - "How Do You Keep the Music Playing?" — James Ingram e Patti Austin - "The Girl Is Mine" — Michael Jackson e Paul McCartney - "Islands in the Stream" — Kenny Rogers e Dolly Parton | Melhor Performance Pop Instrumental - "Being With You" – George Benson - "Blow Your Own Horn" – Herb Alpert - "Breakdown" – Joe Jackson - "Friends" – Larry Carlton - "Love Theme from Flashdance" – Helen St. John |

### R&B
| Melhor Performance Feminina de R&B - Chaka Khan – Chaka Khan - Get It Right – Aretha Franklin - Feel My Soul – Jennifer Holliday - "The Best Is Yet to Come" – Patti LaBelle - Merciless – Stephanie Mills - I'm So Proud – Deniece Williams | Melhor Performance Masculina de R&B - "Billie Jean" – Michael Jackson - "International Lover" – Prince - Midnight Love – Marvin Gaye - "Party Animal" – James Ingram - Stay With Me Tonight – Jeffrey Osborne                              |
| Melhor Performance de R&B por Dupla/Grupo - "Ain't Nobody" – Chaka Khan e Rufus - "Dead Giveaway" - Shalamar - "Fall in Love with Me" - Earth, Wind & Fire - "In a Special Way" - DeBarge - "It's Raining Men" - The Weather Girls           | Melhor Canção de R&B - "Billie Jean" – Michael Jackson - "Electric Avenue" – Eddy Grant - "Ain't Nobody" – Chaka Khan e Rufus - "PYT (Pretty Young Thing)" – James Ingram e Quincy Jones - "Wanna Be Startin' Somethin'" – Michael Jackson |